# Сіпарая білочерева
Сіпарая білочерева (Aethopyga mystacalis) — вид горобцеподібних птахів родини нектаркових (Nectariniidae). Ендемік Індонезії.

## Поширення й екологія
Білочереві сіпараї є ендеміками острова Ява. Живуть у тропічних вологих гірських і рівнинних лісах.